# كيرانوفا (بافيا)
كيرانوفا (بالإيطالية: Ceranova)‏ هي بلدة تقع في مقاطعة بافيا بإقليم لومبارديا في شمال إيطاليا. تبلغ مساحة هذه المدينة 4.5 (كم²)، وترتفع عن سطح البحر 86 م، بلغ عدد سكانها 1332 نسمة في عام 2004 حسب إحصاء المعهد الوطني للإحصاء.

## السكان
في سنة 1861 بلغ عدد السكان 581 نسمة، وتطور العدد ليصل في سنة 2011 لـ 1٬894 نسمة.
يظهر هذا المخطط البياني تطور النمو السكاني لـ كيرانوفا (بافيا)